# IC 5149
IC 5149 је спирална галаксија у сазвјежђу Јужна риба која се налази на листи објеката дубоког неба у Индекс каталогу.
Деклинација објекта је - 27° 24' 52" а ректасцензија 21h 58m 58,9s. Привидна величина (магнитуда) објекта IC 5149 износи 13,6 а фотографска магнитуда 14,5. Налази се на удаљености од 78,923 милиона парсека од Сунца. IC 5149 је још познат и под ознакама ESO 466-27, MCG -5-51-33, AM 2155-273, PGC 67770.